# Linden, Iowa
Linden är en ort i Dallas County i Iowa. Vid 2010 års folkräkning hade Linden 199 invånare.